# Comissão da Verdade da Bolívia
A Comissão da Verdade, Memória, Justiça e Reparação (em castelhano:  Comisión de la Verdad, Memoria, Justicia y Reparación) foi uma comissão da verdade foi instaurada em 21 de agosto de 2017 pelo governo de Evo Morales e foi presidida por Nila Heredia com o objetivo de esclarecer todos os crimes contra a humanidade incluindo os assassinatos, desaparecimentos forçados, torturas, detenções arbitrárias e violência sexual, baseados em motivos políticos e ideológicos, ocorrido na Bolívia de 4 de novembro de 1964 a 10 de outubro de 1982. Em 3 de março de 2020, entregou o relatório final a Defensora del Pueblo. Atualmente esta instituição não presta mais serviços.

## Antecedentes
A Comissão da Verdade, Memória, Justiça e Reparação foi uma petição das organizações de direitos humanos que apresentou um projeto de lei em setembro de 2015 para esclarecer os atos de violência política a que foram submetidos centenas de bolivianos em dezoito anos de ditadura militar, de 1964 a 1982, abrangendo os regimes de Luis García Meza, de Hugo Banzer, de René Barrientos, entre outros.
A comissão identificou pelo menos 130 vítimas dos governos de facto entre 1964 e 1982, incluindo o líder socialista Marcelo Quiroga Santa Cruz.
A posse dos integrantes da comissão coincidiu com o 46.º aniversário do início da ditadura de Banzer, considerado o período mais brutal em termos de repressão política.

## Integrantes
A comissão é integrada pela ex-ministra da Saúde Nila Heredia, presidente da comissão, pelo ex-sindicalista Edgar Ramírez Santiesteban, pelo advogado e ex-assessor do presidente Evo Morales Eusebio Gironda, pela ativista Isabel Viscarra e pelo ex-líder camponês Teodoro Barrientos. Os membros não recebiam remuneração por sua participação. Por esse motivo, Eusebio Gironda renunciou pouco depois.

## Objetivos
Ruth Llanos, presidenta da Asociación de Detenidos, Desaparecidos y Mártires por la Liberación Nacional y Social (Asofamd), destacou a necessidade de priorizar quatro tarefas: a criação de uma "subcomissão especial" para investigar os desaparecimentos forçados no âmbito do Plano Condor; avanço em casos emblemáticos como Marcelo Quiroga Santa Cruz, Luis Espinal Camps, Carlos Trujillo e outros.